# Đào Thị Miện
Đào Thị Miện (sinh năm 1981 tại Hải Dương) là một cựu cầu thủ bóng đá nữ người Việt Nam. Cùng đội tuyển bóng đá nữ quốc gia cô từng nhiều lần đoạt được huy chương tại các kỳ SEA Games.

## Thành tích
Cùng với ĐTQG:
- HCV SEA Games 2001, 2003, 2005, 2009

Cá nhân:
- Quả bóng vàng nữ 2006
- Quả bóng bạc nữ 2007, 2008
- Quả bóng đồng nữ 2005, 2009
- Cầu thủ xuất sắc nhất Giải bóng đá nữ vô địch Quốc gia 2007, 2009